# Streetpunk

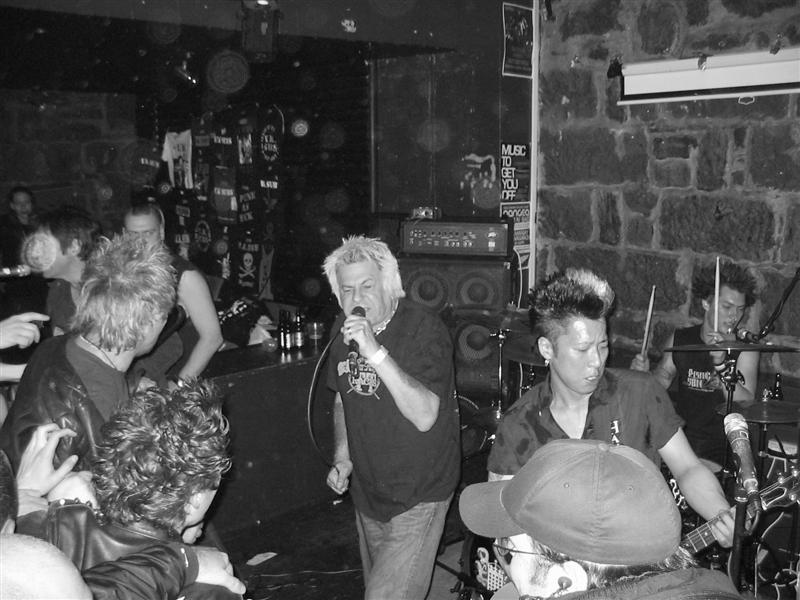
Die UK Subs

Streetpunk bezeichnet eine Subszene des Punkrocks, die in Großbritannien in den 1970er Jahren aufkam. Die Streetpunks oder Realpunks verabscheuten Poser und die extreme Vermarktung von Punk und seiner Mode und favorisierten eine Version von Punk, die von musikalischer Professionalität „unverdorben“ war. Die Streetpunkszene setzte sich von der parallel aufkommenden Anarcho-Punk-Szene ab und spiegelte die politischen Ansichten der Arbeiterjugend wider. „Straßen-Sozialismus“, „Stadionkameradschaft“ und „Mobchoräle“ verschmolzen zu etwas Neuem. Der musikalische Stil war melodisch und dennoch aggressiv, eingängig, aber energiegeladen.
Der Stil wurde als „von der Arbeiterklasse für die Arbeiterklasse“ vermarktet, auch wenn dies nicht immer der Wahrheit entsprach. Es entstand eine weltweite Streetpunk-Bewegung, deren Stimmen sich für die Arbeiterklasse und gegen Rassismus, staatliche Bürokratie und Repression aussprachen.
Während einige Szenevertreter wie Garry Bushell der Meinung sind, dass es keinen prinzipiellen Unterschied zwischen Streetpunk und Oi! gebe, sehen andere wie der amerikanische Fanziner und Labelmacher Felix von Havoc Oi! als überladenes Genre an und versuchen, diesen Begriff und die Bands, die sich ihm zugehörig fühlen, zu meiden.

## Klassischer Streetpunk
Klassischer Streetpunk ist älter als die spätere Oi!-Szene. So zählt Garry Bushell unter anderem Sham 69, Red London, Menace, Slaughter and the Dogs, UK Subs, The Lurkers, The Ruts und The Skids zu den Klassikern des Prä-Oi!-Streetpunks. Aus einigen Bands des Streetpunk-Umfeldes wie The Exploited, Discharge und GBH entwickelte sich ein Teil des späteren UK-Hardcores oder UK82. Bands wie Peter and the Test Tube Babies, The Adicts oder Toy Dolls galten als Vorbilder des Fun-Punk, erschienen aber auch auf Oi! Compilations.
Zu den wichtigeren Labels, die diesen Stil pflegten und am Leben erhielten, zählen unter anderem Cherry Red, Capt’n Oi, Get Back sowie in den 1980er Jahren No Future und Riot City.

## Streetpunk-Revival

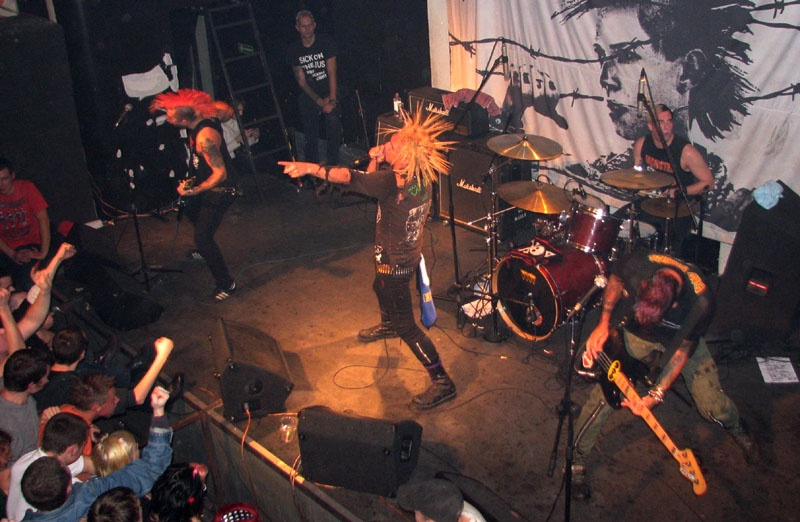
The Casualties

Anfang der 1990er Jahre kam es zu einem Streetpunk-Revival, das sowohl von amerikanischen Gruppen wie The Casualties und The Unseen, als auch von europäischen Gruppen wie Oxymoron getragen wurde. Diese Bands orientierten sich am Sound britischer Bands der 1980er wie Blitz, The Partisans, The Violators, The Expelled, Abrasive Wheels, One Way System, GBH und Vice Squad. Eine große Rolle beim Streetpunk- und Oi!-Revival der 1990er Jahre kam zudem der britischen Band The Business zu.
Außerdem finden sich Streetpunk-Einflüsse bei Gruppen wie Rancid, Anti-Flag, U.S. Bombs, Street Dogs und anderen wieder. Bezeichnend für einige Bands dieser neueren Generation sind Einflüsse aus Hardcore und Ska. Mitunter wurde für Gruppen, die Streetpunk- und Oi!-Einflüsse mit Hardcore verschmolzen, auch der Begriff Streetcore geprägt. Einige Gruppen wie die Dropkick Murphys, The Real McKenzies und Swingin’ Utters kombinieren auch Streetpunk-Einflüsse mit Folk-Punk.

## Streetpunk in Deutschland
In Deutschland hatte der Streetpunk-Stil einigen hörbaren Einfluss auf die Herausbildung des Deutschpunks, vor allem deutlich bemerkbar bei Gruppen wie Daily Terror, Cotzbrocken und Hass, aber auch Slime, die z. B. das Oi!-beeinflusste Lied ACAB schrieben, und KFC, die in ihrem Song Knülle im Politbüro als eine der ersten deutschen Bands den Slogan Oi! Oi! Oi! benutzten. In den 1990ern bezogen sich deutsche Bands wie Oxymoron oder auch Pestpocken wieder auf die Streetpunk-Szene. Das Fanzine ZAP widmete der Streetpunkbewegung in den frühen 1990ern eine eigene Sonderausgabe, die mit zur Wiederauferstehung der Chaostage beitrug.

## „Clockwork Punks“
Eine Besonderheit vieler Streetpunk-Gruppen ist eine spezielle Affinität zum Buch und vor allem Film Uhrwerk Orange. Diese drückt sich nicht nur in Texten und Gestaltung von Releases, sondern oftmals auch darin aus, dass etliche Punks den Kleidungsstil der Droogs imitieren. Der Clockwork-Orange-Bezug ist vor allem in der Streetpunk-, Oi!- und Suedehead-Szene anzutreffen, jedoch nicht allein auf diese beschränkt.
Einige Clockwork-Punk-Bands sind u. a. The Adicts, Blitz, Lower Class Brats, Major Accident und Snap-Her. Außerdem widmeten Die Toten Hosen ihr Album Ein kleines bißchen Horrorschau mit dem Hit Hier kommt Alex (später u. a. von den UK Subs gecovert) dem Theaterstück zu A Clockwork Orange. Auch Electropunk-Bands wie Jäger 90 oder XPQ-21 treten im Clockwork-Orange-Outfit auf.